# Synodus fasciapelvicus
Espèce
Statut de conservation UICN

 DD  : Données insuffisantes
Synodus fasciapelvicus est une espèce de poissons de la famille des Synodontidae.

## Systématique
L'espèce Synodus fasciapelvicus a été décrite pour la première fois en 2009 par John Ernest Randall,.

## Distribution
Cette espèce se croise le long des côtes indonésiennes et philippines.

## Description
Synodus fasciapelvicus peut mesurer jusqu'à 9,7 cm.
Cette espèce se trouve principalement près des côtes, à des profondeurs variant généralement de 25 à 30 m.

## Étymologie
Son épithète spécifique, fasciapelvicus, du latin « fascia » bande et « pelvicus » pelvis, vient de la coloration de ses écailles au niveau du bassin qui ressemble à une bande.

## Publication originale
- (en) John E. Randall, « Five New Indo-Pacific Lizardfishes of the Genus Synodus (Aulopiformes: Synodontidae) », Zoological Studies, vol. 48, no 3,‎ 1er mai 2009, p. 402-417 (ISSN 1021-5506 et 1810-522X, lire en ligne).